# Вински маратон Палић
Вински маратон Палић је традиционални фестивал тамкмичарског типа који обично одржава у другој половини септембра у Палићу.
Фестивал је конципиран тако да промовише вино и традицију војвођанског поднебља. Фестивал је направљен по узору на друге фестивале вина карневалског типа широм света пре свега Маратон ду Медок (Marathon du Médoc) у Бордоу у Француској.

## Програм фестивала
Главни део фестивала јесте Винска трка уживања.
Винска трка уживања осмишљена је као трка забавно такмичарског карактера, током које је једнако битна количина попијеног вина као и број пређених киометара односно брзина завршавања трке. Трка је осмишљена да буде подобна како за професионалне и рекреативне спортисте, као и за учеснике који желе да шетају и разгледају предео. Док се учесници охрабрују да са старта трке крену костимирани по својој вољи.
Сама трка традиционално почиње са Велике терасе у центру Палића и стаза је дуга 9 километара, током којих учесници имају неколико успутних станица на којима их чекају вино, вода, воће и локални гастрономски специјалитети. Трка стазом пролази поред језера Палић, Крвавог језера, као и кроз околне винограде и винарије, пружајући учесницима прилику да доживе што већи део природних лепота Палића и околине.
Након завршетка трке, проглашавају се победници у различитим категоријама и додељују се награде за најбољи костим учесника трке.

## Пратећи програм
Током фестивала огранизује се разноврсан пратећи програм за посетиоце и учеснике манифестације. Након трке организује се Маратонска винска забава као и Пикник зона испред Велике терасе, са организованим музичким и забавним програмом.
Музички програм
Током фестивала у Музичком павиљону на старту трке организују се различити концерти и музички програми. Док се увече организују вожње бродићима по језеру, као и вожње фијакерима, традиционални војвођански тамбураши и дегустација гастрономских специјалитета тог поднебља.
Забавне трке
Учесници имају прилику да ссе такмиче у спеццијалним дисциплинама као што су трчање са пуном виском чашом, гурање винских бурића и др.